# NFL sezona 1969.
NFL sezona 1969. je 50. po redu sezona nacionalne lige američkog nogometa. Također, to je bila posljednja sezona prije spajanja NFL i AFL lige.
Sezona je počela 21. rujna 1969. Utakmica za naslov prvaka NFL lige odigrana je 4. siječnja 1970. u Bloomingtonu u Minnesoti na Metropolitan Stadiumu. U njoj su se sastali pobjednici istočne konferencije Cleveland Brownsi i pobjednici zapadne konferencije Minnesota Vikingsi. Pobijedili su Vikingsi rezultatom 27:7 i osvojili svoj prvi naslov prvaka NFL-a. U utakmici za treće mjesto (Playoff Bowlu) Los Angeles Ramsi su pobijedili Dallas Cowboyse 31:0.
Sezona je završila 11. siječnja 1970. Super Bowlom IV, utakmicom između Vikingsa i pobjednika AFL lige Kansas City Chiefsa u kojoj su pobijedili Chiefsi 23:7.
New York Giantsi i New Orleans Saintsi su prije početka sezone zamijenili divizije, Giantsi su prešli u diviziju Century, a Saintsi u diviziju Capitol.

## Poredak po divizijama na kraju regularnog dijela sezone
| Istočna konferencija |     |     |     |      |     |     |
| Divizija Capitol     |     |     |     |      |     |     |
| Momčad               | Pob | Por | Ner | %    | P+  | P-  |
| Dallas Cowboys *     | 11  | 2   | 1   | 84,6 | 369 | 223 |
| Washington Redskins  | 7   | 5   | 2   | 58,3 | 307 | 319 |
| New Orleans Saints   | 5   | 9   | 0   | 35,7 | 311 | 393 |
| Philadelphia Eagles  | 4   | 9   | 1   | 30,8 | 279 | 377 |
| Divizija Century     |     |     |     |      |     |     |
| Momčad               | Pob | Por | Ner | %    | P+  | P-  |
| Cleveland Browns *   | 10  | 3   | 1   | 76,9 | 351 | 300 |
| New York Giants      | 6   | 8   | 0   | 42,9 | 264 | 298 |
| St. Louis Cardinals  | 4   | 9   | 1   | 30,8 | 314 | 389 |
| Pittsburgh Steelers  | 1   | 13  | 0   | 7,1  | 218 | 404 |

| Zapadna konferencija |     |     |     |      |     |     |
| Divizija Coastal     |     |     |     |      |     |     |
| Momčad               | Pob | Por | Ner | %    | P+  | P-  |
| Los Angeles Rams *   | 11  | 3   | 0   | 78,6 | 320 | 243 |
| Baltimore Colts      | 8   | 5   | 1   | 61,5 | 279 | 268 |
| Atlanta Falcons      | 6   | 8   | 0   | 42,9 | 276 | 268 |
| San Francisco 49ers  | 4   | 8   | 2   | 33,3 | 277 | 319 |
| Divizija Central     |     |     |     |      |     |     |
| Momčad               | Pob | Por | Ner | %    | P+  | P-  |
| Minnesota Vikings *  | 12  | 2   | 0   | 85,7 | 379 | 133 |
| Detroit Lions        | 9   | 4   | 1   | 69,2 | 259 | 188 |
| Green Bay Packers    | 8   | 6   | 0   | 57,1 | 269 | 221 |
| Chicago Bears        | 1   | 13  | 0   | 7,1  | 210 | 339 |

Napomena: * - ušli u doigravanje kao pobjednik divizije, % - postotak pobjeda, P± - postignuti/primljeni poeni

## Doigravanje

### Konferencijska finala
- 27. prosinca 1969. Minnesota Vikings - Los Angeles Rams 23:20
- 28. prosinca 1969. Dallas Cowboys - Cleveland Browns 14:38

### Playoff Bowl
- 3. siječnja 1970. Los Angeles Rams - Dallas Cowboys 31:0

### Prvenstvena utakmica NFL-a
- 4. siječnja 1970. Minnesota Vikings - Cleveland Browns 27:7

### Super Bowl
- 11. siječnja 1970. Kansas City Chiefs - Minnesota Vikings 23:7

## Nagrade za sezonu 1969.
- Najkorisniji igrač (MVP) - Roman Gabriel, quarterback, Los Angeles Rams
- Trener godine - Bud Grant, Minnesota Vikings
- Novajlija godine u napadu - Calvin Hill, running back, Dallas Cowboys
- Novajlija godine u obrani - Joe Greene, defensive end, Pittsburgh Steelers

## Statistika

### Statistika po igračima

#### U napadu
- Najviše jarda dodavanja: Sonny Jurgensen, Washington Redskins - 3102
- Najviše jarda probijanja: Gale Sayers, Chicago Bears - 1032
- Najviše uhvaćenih jarda dodavanja: Harold Jackson, Philadelphia Eagles - 1116

#### U obrani
- Najviše presječenih lopti: Mel Renfro, Dallas Cowboys - 10

### Statistika po momčadima

#### U napadu
- Najviše postignutih poena: Minnesota Vikings - 379 (27,1 po utakmici)
- Najviše ukupno osvojenih jarda: Dallas Cowboys - 365,9 po utakmici
- Najviše jarda osvojenih dodavanjem: Oakland Raiders - 233,6 po utakmici
- Najviše jarda osvojenih probijanjem: Dallas Cowboys - 162,6 po utakmici

#### U obrani
- Najmanje primljenih poena: Minnesota Vikings - 133 (9,5 po utakmici)
- Najmanje ukupno izgubljenih jarda: Minnesota Vikings - 194,3 po utakmici
- Najmanje jarda izgubljenih dodavanjem: Minnesota Vikings - 116,5 po utakmici
- Najmanje jarda izgubljenih probijanjem: Dallas Cowboys - 75,0 po utakmici

## Vanjske poveznice
- Pro-Football-Reference.com, statistika sezone 1969. u NFL-u
- NFL.com, sezona 1969.